# Troy Barnies
Troy Barnies (nacido el 10 de febrero de 1989 en Auburn (Maine)) es un jugador de baloncesto estadounidense que pertenece a la plantilla del Krepšinio klubas Lietkabelis de la Lietuvos Krepšinio Lyga lituana. Con 2,01 metros de altura, juega en la posición de alero.

## Trayectoria deportiva
Es un alero formado en la Universidad de Maine en la que ingresó en 2007, para jugar cuatro temporadas con los Maine Black Bears. 
Tras no ser drafteado en 2011, Troy se marcha a Turquía para debutar como profesional en las filas del İstanbulspor Beylikdüzü en el que disputa la Turkish TBL durante la temporada 2011-12 en la que promedia 10,87 puntos por partido.
En la temporada 2012-13 se marcha a Finlandia para jugar la Korisliiga con el Salon Vilpas Vikings en el que promedia 12,83 puntos por partido.
En las temporadas 2013-14 y 2014-15 jugaría en la Latvijas Basketbola līga, la primera temporada en las filas del BK Jēkabpils y la segunda temporadas en el BK Ventspils, con el que también disputaría la Eurocup.
En la temporada 2015-16 se marcha a Hungría para jugar en el Atomeromu SE, con el que disputa 43 partidos en los que promedia 12,84 puntos por encuentro.
En la siguiente temporada cambiaría de equipo en la Nemzeti Bajnokság I/A y firmaría durante una temporada con Szolnoki Olaj KK, con el que jugaría además Basketball Champions League.
En la temporada 2017-18 regresa al Atomeromu SE, con el que disputa 35 partidos en los que promedia 9,86 puntos por encuentro.
En 2018 sufriría una lesión de rodilla que le tendría apartado durante 18 meses de las canchas de baloncesto.
En octubre de 2019, regresa a Letonia para jugar en las filas del BK Liepājas lauvas con el que promedia 18,43 puntos en 7 encuentros.
El 28 de junio de 2020, firmó con Krepšinio klubas Lietkabelis de la Lietuvos Krepšinio Lyga lituana.